# قنات بهرام بيغي (باتاوة)
قنات بهرام بيغي (بالفارسية: قنات بهرام بیگی) هي منطقة سكنية تقع في إيران في قسم باتاوة الريفي. يقدر عدد سكانها بـ 57 نسمة بحسب إحصاء 2016.